# Renaissancelaute

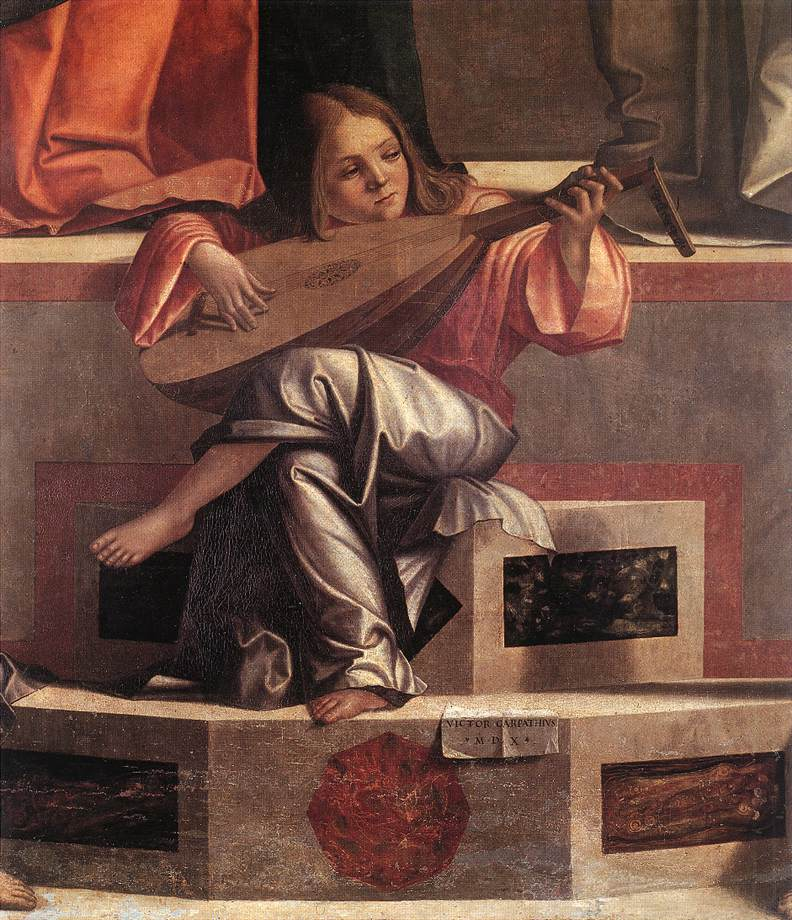
Vittore Carpaccio: Musizierender Engel mit Knickhalslaute

Die Renaissancelaute ist eine Knickhals-Laute in Quart/Terz-Stimmung, wie sie in Europa ca. von 1500 bis 1620 (also der Zeit der Renaissance) erstmals in Gebrauch war.

## Geschichte
Nach Europa kamen Vorformen der europäischen Laute möglicherweise durch Kreuzfahrer. Vielleicht fand sie ihren Weg nach Mitteleuropa auch schon früher über das maurische Spanien oder auf dem Weg durch das an Persien grenzende oströmische Reich. In Europa erhielt die Laute Bünde aus Darmsaiten. Entscheidend war aber der Übergang vom Plektrumspiel zum Fingeranschlag (Arnolt Schlick und Hans Judenkönig) zu Beginn des 16. Jahrhunderts. Damit beginnt das für die Renaissance typische polyphone Solospiel. Für die Laute wurden dazu auch eigene Griffschriften (Tabulaturen, Lautentabulaturen) entwickelt.

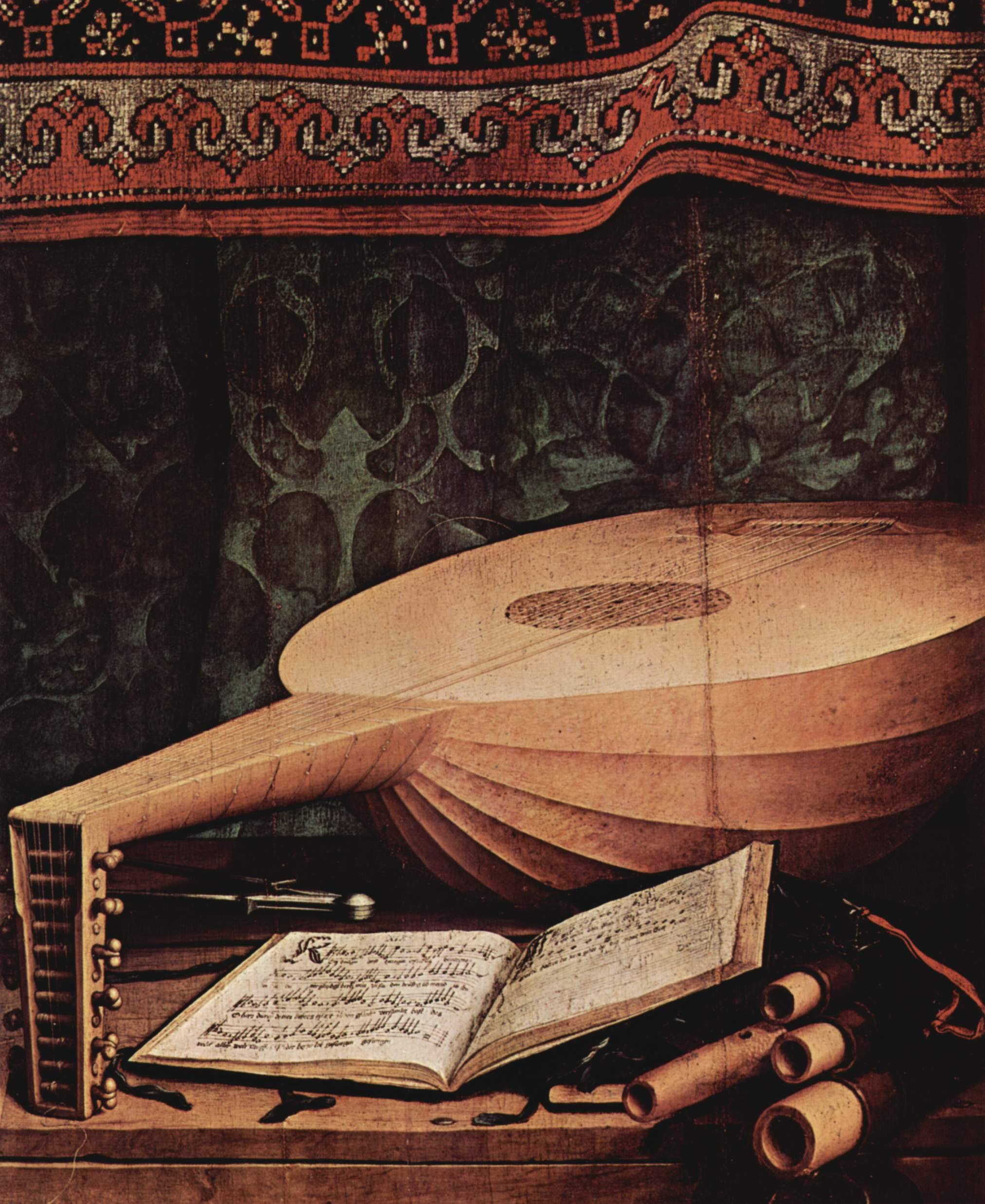
Renaissancelaute. Detail aus Hans Holbeins Werk Die Gesandten, 1533

Erste schriftliche Überlieferung der Musik findet sich kurz nach 1500 beim italienischen Lautenisten Francesco Spinacino. Neben Tabulaturen vokaler Musik und instrumentaler Tanzmusik zeigen sich bereits selbstständige, instrumental komponierte Solostücke (Ricercar). Die Emanzipation der Instrumentalmusik führt bei der Laute zur Schaffung freier Formen wie Toccata, Fantasie und Präludium. Giulio Cesare Barbetta (1540–1603) gilt als der erste Komponist, der für die siebenchörige Laute Noten schrieb und publizierte. Zentren des Lautenspiels sind zu dieser Zeit Venedig, Rom, Frankreich und Süddeutschland. Die Hofkapelle des Kurfürsten Maximilian I. in München mit dem Lautenisten Michelangelo Galilei ist hier ebenso zu erwähnen wie der französische Königshof.
Um 1600 erlebt dann das elisabethanische Lautenlied in England seine Blüte. John Johnson (1540–1594), Anthony Holborne (1545–1602) und Daniel Bacheler (1572–1619), schließlich John Dowland (1563–1626) und sein Sohn Robert (1591–1641) zählen zu den bedeutendsten Lautenisten ihrer Zeit. Allein von John Dowland sind etwa 100 Solo-Kompositionen für 6- bis 9-chörige Laute erhalten. Sie gehören zu den anspruchsvollsten und ausgereiftesten Werken für dieses Instrument und zählen heute zum festen Repertoire nahezu aller Lautenisten und klassischer Gitarristen.
Die Blüte des französischen Air de cour, bei dem die Laute zunächst die selbständige instrumentale Begleitung des Gesanges übernimmt (Gabriel Bataille, Nicholas Lanier) beschreibt den Übergang zur Barocklaute und anderen Lauteninstrumenten wie Mandora, Theorbe, Chitarrone und Angélique, bis die Laute schließlich von anderen Saiten- und Tasteninstrumenten verdrängt wurde.
Erst mit der Wiederentdeckung der Alten Musik während des 20. Jahrhunderts erfuhr die Laute in ihren verschiedenen Formen eine Wiederbelebung.

## Lautentechnik

### Stimmung
Die Renaissancelaute steht in der Regel in Terz-Quart-Stimmung, ähnlich der Gitarre, jedoch (bei sechs Chören) mit dem Terz-Intervall zwischen dem dritten und vierten Chor. Die absolute Tonhöhe war zunächst nicht festgelegt. In zeitgenössischen Lehrwerken wird oft empfohlen, den höchsten Chor einfach so hoch wie möglich zu stimmen. Bei einer Mensur von etwa 59 cm ergeben sich (für die Altlaute) mit den üblichen Darmseiten beispielsweise folgende typische Stimmungen:
- 6-chörige Stimmung: Gg cc' ff' aa d'd' g' (im deutschsprachigen, insbesondere süddeutschen und österreichischen, und wohl auch im italienischen Raum[3] auch Aa dd' gg hh e'e' a')[4]
- 7-chörige Stimmung: Ff Gg Cc ff aa d'd' g'
- 8-chörige Stimmung: Dd Ff Gg Cc ff aa d'd' g'

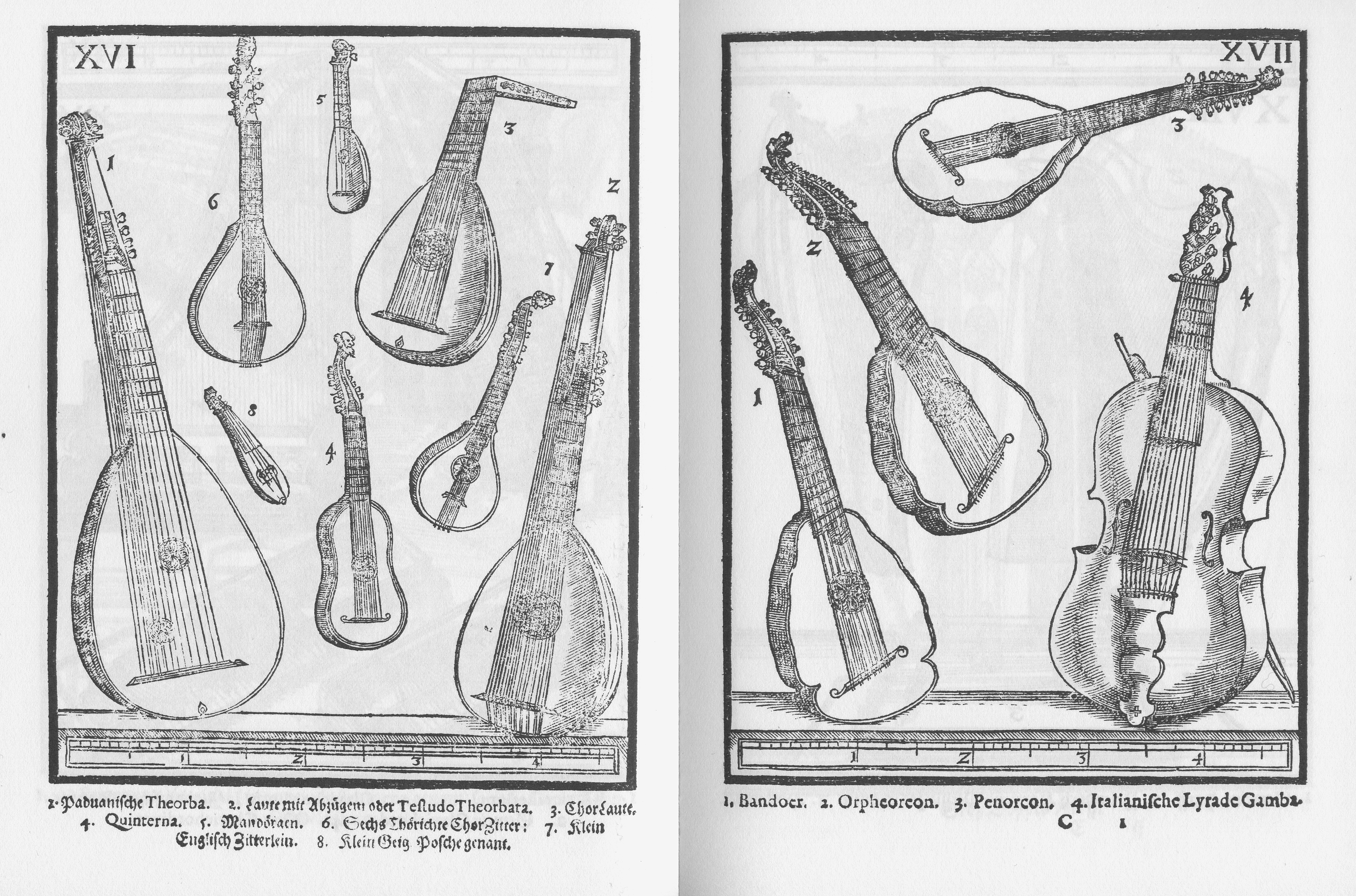
Syntagma musicum von Michael Praetorius. Links, Blatt XVI, insbesondere Nr. 3 (Chor-Laute)

Neben der „Recht Chorist- oder Alt Laute“ (die Alt-Laute wurde im Syntagma musicum „Chor-Laute“ und wird heute noch auch Chorlaute genannt) werden von Michael Praetorius 1618 auch die „Klein Octavlaut“, die „Klein Discantlaut“, die „Discant Laut“, die „Tenor Laute“, der „Baß“ und die „Groß Octav Baß Laut“ beschrieben. Die Tonhöhe der höchsten Saite umfasste dementsprechend ein Spektrum von g bis d’’.

### Konstruktion

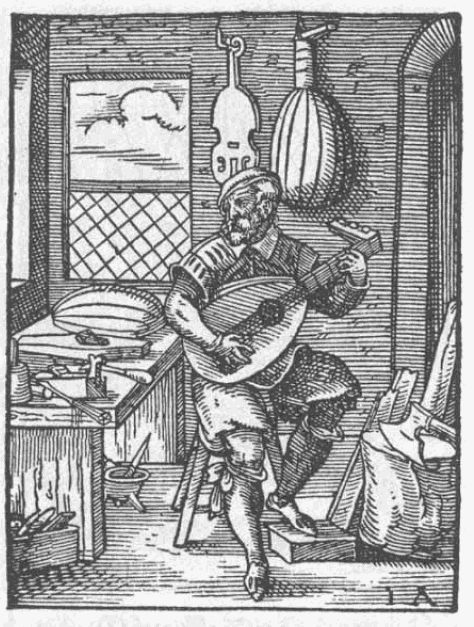
Lautenmacher um 1568

Die Renaissancelaute hat einen aus vielen Holzspänen tränenförmig zusammengesetzten Schallkörper („Muschel“). Verwendung fand häufig Eibenholz. Die Decke besteht meist aus Fichtenholz und ist im Inneren der Laute durch mehrere Balken unterteilt. Der Hals ist mit der Muschel und dem Holzklotz unter der Decke so verleimt, dass Griffbrett und Decke in einer Ebene liegen. In die Decke ist eine Rosette (Schallloch) geschnitzt. Zwischen Rosette und unterer Deckenkante ist der Saitenhalter aufgeleimt („Steg“, „Riegel“). Am oberen Ende des Halses ist der Wirbelkasten angeleimt, der nach hinten abgeknickt ist. Die Renaissancelaute hatte zunächst meist 6 oder (ab etwa gegen Ende des 16. Jahrhunderts) 7 Chöre. Bald entstanden auch Instrumente mit 8 oder mehr Chören. Bei ansonsten doppelsaitig ausgeführten Chören ist die höchste Saite oft als Chanterelle einfach ausgeführt.
So wird in der Allgemeinen Musikalischen Zeitung 1831 die klassische (Renaissance-)Laute beschrieben: „Die tieferen Saiten, meistens von der dritten anfangend, sind verdoppelt, theils im Unison, theils in der Octave zusammengestimmt. Einen solchen Bezug nennt man einen Chor; eine Benennung, die aber endlich ohne Unterschied auch bey der Zählung der Chorden für die einfachen gebraucht wird. man sagt daher z. B.: die Laute ist eilfchörig, wobey die oberste (chanterelle) und die ebenfalls einfache zweytfolgende mitgerechnet sind.“.

## Zentren des Lautenbaus zur Zeit der Renaissance
Füssen gilt als die Wiege des gewerbsmäßig betriebenen Lautenbaus in Europa. 1562 schlossen sich die Füssener Lautenmacher zur ersten Lautenmacherzunft Europas zusammen. Zeitweise arbeiteten in Füssen, das damals etwa 2000 Einwohner zählte, bis zu 20 Lautenmachermeister. Hunderte von Füssener Lauten- und Geigenmachern wanderten aus, um in den europäischen Kulturmetropolen, an Fürstenhöfen und in großen Handelsstädten Werkstätten zu gründen und ihr Handwerk erfolgreich auszuüben. Im 16. und 17. Jahrhundert waren etwa zwei Drittel aller Lautenmacher in Venedig und Padua Füssener Abstammung. Auch in Rom und Neapel wurde der Lauten- und Geigenbau von den Allgäuern beherrscht. Doch hielten die ausgewanderten Meister oftmals noch Kontakt zur Heimat. Sie bezogen teilweise ihr Holz weiter aus der Füssener Region, und Gesellen oder Lehrlinge folgten ihnen aus der Heimat nach.
Unter den frühesten bekannten Lautenbauern sind Laux Maler (1518–1552, Bologna) und Hans Frei (1450–1523, Bologna und Nürnberg). Ein Indiz erfolgreicher Integration der aus Deutschland stammenden Lautenbauer in der neuen Heimat stellt die Anpassung der deutschen Eigennamen dar: aus Matthäus und Georg Seelos wurde Matteo und Giorgio Sellas, Magnus Lang nannte sich Magno Longo, Michielle Harton ist unschwer als Michael Hartung zu erkennen. Insbesondere der schwierig auszusprechende Name der berühmten Füssener Lautenbauerfamilie Tieffenbrucker (Beispiele sind Caspar, Magnus und Wendelin Tieffenbrucker) wurde entsprechend verballhornt: „Duiffoprugcar“, „Dubrocard“, „Dieffobruchar“. Wichtige in Deutschland arbeitende Lautenbauer waren auch die Nürnberger Heinrich Helt und Conrad Gerle sowie der Augsburger Hans Meisinger.
Originale Renaissancelauten sind wenige erhalten. Viele Renaissancelauten, insbesondere der Bologneser Meister Laux Maler und Hans Frei, wurden im 17. Jahrhundert aufgekauft, nach Frankreich gebracht und hier zu Barocklauten umgebaut.

## Bedeutende Komponisten und Instrumentalisten der Renaissancelaute (Auswahl)
- Joan Ambrosio Dalza (tätig um 1508), Italien
- Vincenzo Capirola (1474– nach 1548), Italien
- Pierre Attaingnant (1494–1552), Herausgeber, Frankreich
- Francesco da Milano (1497–1543), Italien
- Alberto da Mantova (Albert de Rippe) (um 1500 – 1551), Italien (Mantua)[9]
- Valentin Bakfark (1507–1576), Ungarn
- Hans Neusidler (um 1508–1563), Deutschland
- Adrian Le Roy (um 1520–1598), Frankreich
- Melchior Neusidler (etwa 1531–1591), Deutschland
- John Johnson (um 1540–1594), England
- Francis Cutting (etwa 1550–1595), England
- Wojciech Długoraj (etwa 1550–1620), Polen
- Thomas Robinson (etwa 1560–1610), England
- Jan Pieterszoon Sweelinck (1562–1621), Niederlande
- John Dowland (1563–1626), England
- Jean-Baptiste Besard (etwa 1567–1625), Frankreich
- Nicolas Vallet (1583–1642), Frankreich, Niederlande
- Jane Pickering, Herausgeberin (Lute Book, 1616–1645) und Komponistin[10]